# Mile Jedinak
Michael John "Mile" Jedinak (Sydney, 3. kolovoza 1984.) umirovljeni je australski nogometni reprezentativac hrvatskog podrijetla.

## Klupska karijera
Jedinak je započeo karijeru u Australiji u Sydney Unitedu 2000. Nakon što se u sezoni 2002./03., uspio probiti, preselio se na ljeto 2003. u Hrvatsku u NK Varteks Varaždin, za koji je igrao u kvalifikacijama za Kup UEFA 2003. godine., ali se vratio već 2004. u Sydney United.
Do 2009. godine igrao je u Australiji. Potom je otišao u turski Gençlerbirliği pa u Crystal Palace, a od 2016. do 2019. igrao je u Aston Villi.

## Reprezentativna karijera
Svojim hat-trickom protiv Hondurasa u drugoj utakmici dodatnih kvalifikacija, osigurao je nastup Australije na Svjetskom prvenstvu 2018. u Rusiji.

## Osobni život
Njegova majka Katica je iz Požege, otac Ivan iz Osijeka, a Mile je rođen u Camperdownu, četiri kilometara udaljenom od Sydneyja.

## Vanjske poveznice
- Upis u ozfootball.net